# Gmina Rasinja
Gmina Rasinja (chorw. Općina Rasinja) – gmina w Chorwacji, w żupanii kopriwnicko-kriżewczyńskiej. W 2011 roku liczyła  3267 mieszkańców.